# 伊藤宣広
伊藤 宣広（いとう のぶひろ、1977年 - ）は、日本の経済学者。高崎経済大学経済学部教授。

## 略歴
三重県生まれ。2000年京都大学経済学部卒業、2005年同大学院経済学研究科博士後期課程修了、「20世紀初頭のケンブリッジ学派におけるマクロ経済分析の展開」で博士（経済学）。2005年立教大学経済学部助手、2007年助教、2008年高崎経済大学講師、2011年准教授、2017年教授となる。

## 著書
- 『現代経済学の誕生―ケンブリッジ学派の系譜』中公新書 2006
- 『ケンブリッジ学派のマクロ経済分析―マーシャル・ピグー・ロバートソン』ミネルヴァ書房 2007
- 『投機は経済を安定させるのか？―ケインズ『雇用・利子および貨幣の一般理論』を読み直す』いま読む！名著）現代書館 2016

### 翻訳
- アルフレッド・マーシャル『クールヘッド&ウォームハート』ミネルヴァ書房 2014
- M.C.マルクッツオ『市場の失敗との闘い ケンブリッジの経済学の伝統に関する論文集』(ポスト・ケインジアン叢書）平井俊顕監訳、池田毅、黒木龍三、内藤敦之、長原徹、袴田兆彦、藤原新共訳 日本経済評論社 2015